# 福知山市立惇明小学校
福知山市立惇明小学校（ふくちやましりつ じゅんめいしょうがっこう）は、京都府福知山市内記五丁目にある公立小学校。
福知山市の中心部に立地している。福知山藩の藩校である惇明館をルーツとし、200年以上の歴史を持つ。昭和初期に建設された本館は国の登録有形文化財に登録されている。

## 沿革
- 1809年（文化6年） - 福知山藩校「惇明館」として開校[2]
- 1873年（明治6年） - 惇明小学校へ改称[3]
- 1893年（明治26年） - 初等科を惇明尋常小学校、高等科を組合立中部高等小学校へ改称
- 1907年（明治36年） - 現在地に移転
- 1934年（昭和9年） - 昭和尋常小学校を分離[4]
- 1937年（昭和12年） - 本館竣工[5]
- 1941年（昭和16年） - 国民学校令により、惇明国民学校へ改称
- 1944年（昭和19年） - 初等科のみの国民学校へ移行、これまでの中等科は昭和国民学校に収容
- 1947年（昭和22年） - 戦後の学制改革により、福知山市立惇明小学校へ改称
- 1948年（昭和23年） - 校歌・校訓を制定
- 1949年（昭和24年） - 福知山市立昭和小学校を再分離
- 1969年（昭和44年） - 体育館、南校舎竣工
- 1974年（昭和49年） - プール竣工

## 校区

### 校区の範囲
京町、呉服町、長町、上新町、下新町、鍛冶町、上紺屋町、東中ノ町、中ノ町、西中ノ町、南栄町、北栄町、駅前町、内記一丁目、内記二丁目、内記三丁目、内記四丁目、内記五丁目、内記六丁目、内記六丁目北、岡ノ一町、岡ノ二町、岡ノ三町、岡ノ上町、東岡町、西岡町、広峯町、陵北町、南岡町、緑ケ丘町、北岡町、旭が丘、つつじが丘、夕陽が丘、南天田町、南天田自衛隊宿舎、丸田ケ丘

### 校区内の施設
- 福知山市立南陵中学校
- 福知山城公園
- JR山陰本線・福知山線、京都丹後鉄道宮福線 福知山駅
- 福知山市役所
- 京都地方法務局 福知山支局
- 京都地方裁判所 福知山支部
- 京都地方検察庁 福知山支部
- 陸上自衛隊福知山駐屯地
- 国土交通省近畿地方整備局福知山河川国道事務所
- 京都ルネス病院
- 国道9号（山陰道）
- 京都府道24号福知山停車場線
- 京都府道55号舞鶴福知山線
- 京都府道523号福知山停車場篠尾線

## 交通アクセス
- JR西日本山陰本線・福知山線、京都丹後鉄道宮福線 福知山駅
- 京都交通 市役所西バス停
- 京都交通、西日本JRバス 市役所前バス停

## 校区が隣接している学校
- 福知山市立昭和小学校
- 福知山市立修斉小学校
- 福知山市立大正小学校
- 福知山市立庵我小学校